# Prometeusz w okowach
Prometeusz w okowach, także Prometeusz skowany (gr. Προμηθεύς Δεσμώτης Promētheús Desmṓtēs) – tragedia Ajschylosa, jedyna zachowana część trylogii opowiadającej mit o Prometeuszu.
Prometeusz w okowach stanowi środkową część trylogii, w skład której wchodziły również niezachowane do dzisiejszych czasów tragedie Prometeusz niosący ogień i Prometeusz wyzwolony. Powstanie utworu datuje się na ostatni okres twórczości Ajschylosa.

## Treść utworu
Akcja tragedii rozgrywa się w momencie przykucia Prometeusza do skał Kaukazu. Prometeusz ze spokojem i dumą przyjmuje karę, jaka spotkała go za obdarowanie ludzi wykradzionym z Olimpu ogniem. Tytanowi towarzyszy chór Okeanid, którym opowiada on historię swojego czynu. Prometeusz wygłasza wówczas uwagę o przeznaczeniu, przed którym nie można uciec. Nawet Zeus, zdaniem Prometeusza, nie jest wszechmocny i musi ulec losowi.
W trzecim epejsodionie na scenie pojawia się zamieniona przez Zeusa w krowę Io. Spotkanie tych dwu ukaranych przez Zeusa postaci jest jednocześnie zapowiedzią niezachowanego Prometeusza wyzwolonego, w którym Prometeusza uwolnił potomek Io, Herakles.
W finałowej scenie utworu Prometeusz zapowiada upadek Zeusa. Jedynie Prometeusz zna tajemnicę, która może uchronić go przed utratą władzy. Nie chce jednak jej wyjawić, pomimo gróźb ze strony Hermesa.